# Ляхов Іван Андрійович
Іван Андрійович Ляхов (6 квітня 1936, місто Кадіївка Луганської області — 2006, Луганськ) — український радянський партійний діяч, 1-й секретар Івано-Франківського і Луганського обкомів КПУ. Депутат Верховної Ради УРСР 9-го і 12-го скликань. Член ЦК КПУ в 1976—1981 р. і 1986—1990 р. Депутат Верховної Ради СРСР 11-го скликання.

## Біографія
Народився у родині робітника.
У 1953—1958 роках — студент Дніпропетровського гірничого інституту, спеціальність гірничий інженер-технолог.
У 1958—1959 роках — майстер технічного контролю, начальник відділу технічного контролю шахти № 22 тресту «Кіроввугілля». У 1959—1962 роках — начальник відділу вуглезбагачення тресту «Кіроввугілля» Луганської області.
Член КПРС з 1962 року.
У 1962—1963 роках — 1-й секретар Кіровського зонального промислового виробничого комітету ЛКСМУ Луганської області.
У 1963 — грудні 1964 року — 2-й секретар Луганського промислового обласного комітету ЛКСМУ.
У 1965—1969 роках — 1-й секретар Луганського обласного комітету ЛКСМУ.
У 1969—1973 роках — 1-й секретар Краснодонського міського комітету КПУ Луганської області. У 1973 році — інспектор ЦК КПУ.
У листопаді 1973 — 11 жовтня 1979 року — 1-й секретар Ворошиловградського міського комітету КПУ Ворошиловградської області.
У 1979—1981 роках — слухач основного відділення Академії суспільних наук при ЦК КПРС.
З 29 липня 1981 по 8 червня 1983 року — секретар, з 8 червня по 22 грудня 1983 року — 2-й секретар Івано-Франківського обласного комітету КПУ.
22 грудня 1983 — 14 грудня 1985 року — 1-й секретар Івано-Франківського обласного комітету КПУ.
У грудні 1985 — лютому 1987 року — завідувач відділу організаційно-партійної роботи ЦК КПУ.
У лютому 1987 — лютому 1990 року — 1-й секретар Ворошиловградського обласного комітету КПУ.
У лютому 1990 — серпні 1991 року — інспектор ЦК КПУ.
У 1991—1997 роках — заступник начальника Управління Міністерства внутрішніх справ України по Луганській області.
З 1997 року — голова правління Луганського обласного соціально-суспільного благодійного фонду адаптації (соціальної реабілітації осіб, які звільнились з місць позбавлення волі).

## Звання
- генерал-майор внутрішньої служби

## Нагороди
- орден Леніна (4.04.1986)
- орден Трудового Червоного Прапора
- орден «Знак Пошани»
- орден «За заслуги» ІІІ-го ст. (.06.2001)[2]
- медалі
- Грамота Президії Верховної Ради Української РСР (25.10.1968)
- почесний громадянин Луганська (.09.1996)